# Ioannis Kosti
Ioannis Kosti (en griego: Ιωάννης Κωστή; 17 de marzo de 2000) es un futbolista chipriota que juega en la demarcación de defensa para el APO Levadiakos de la Superliga de Grecia.

## Selección nacional
Tras jugar con la selección de fútbol sub-17 de Chipre y con la sub-19, hizo su debut con la selección absoluta el 8 de junio de 2019 en un partido de la clasificación para la Eurocopa 2020 contra Escocia que finalizó con un resultado de 2-1 a favor del combinado escocés tras los goles de Andrew Robertson y Oliver Burke para Escocia, y de Ioannis Kousoulos para Chipre.

## Clubes
| Club                     | País   | Año       | Partidos | Goles |
| ------------------------ | ------ | --------- | -------- | ----- |
| Nea Salamis Famagusta FC | Chipre | 2016-2020 | 64       | 4     |
| Olympiacos de El Pireo   | Grecia | 2020      | 0        | 0     |
| AE Larisa (cedido)       | Grecia | 2020-2021 | 3        | 0     |
| APO Levadiakos (cedido)  | Grecia | 2021      | 12       | 3     |
| Olympiacos B             | Grecia | 2021-2024 | 54       | 13    |
| APO Levadiakos           | Grecia | 2024-     | 44       | 3     |